# Diogo Seixas Lopes
Diogo Seixas Lopes (Lisboa, 1972 - 18 de fevereiro de 2016), foi um arquiteto português.

## Biografia
Licenciou-se em arquitetura na Faculdade de Arquitetura da Universidade de Lisboa em 1996 e doutorou-se no Instituto Federal de Tecnologia de Zurique.
Na Universidade Autónoma de Lisboa, no Departamento de Arquitectura, foi Professor Assistente Convidado no período de 2000 a 2005 e na  Faculdade de Ciências e Tecnologia da Universidade de Coimbra foi Professor Auxiliar Convidado no Departamento de Arquitetura desde 2011. Foi ainda, Professor Convidado na Universidade Carleton (Otava) e bolseiro do Centro Canadense de Arquitetura e da Fundação para a Ciência e a Tecnologia (FCT).
Diogo Lopes foi vice-diretor da revista Jornal Arquitectos (revista gratuita da Ordem dos Arquitetos) e consultor da Garagem Sul do Centro Cultural de Belém, espaço dedicado exclusivamente à arquitetura.
Foi nomeado Curador, juntamente com o também arquiteto André Tavares, da 4.ª edição da Trienal de Arquitetura de Lisboa (TAL), que se realizaria no ano 2016 na capital.
Em 2006, juntamente com a arquiteta Patrícia Barbas, fundou o ateliê Barbas Lopes Arquitectos.
Faleceu a 18 de fevereiro de 2016, vítima de cancro.

## Livros publicados
- Cimêncio Co-autor com Nuno Cera (fotógrafo) em 2002 ISBN 9789728529819 (Editora: Fenda)[1]
- Tendenza, o som da confusão (opúsculo) (2010)[1]
- Eduardo Souto de Moura: Atlas de Parede, Imagens de Método — editado em parceria com André Tavares em 2011[6] ISBN 9898217189